# Leo Štulac
Leo Štulac (Capodistria, 26 settembre 1994) è un calciatore sloveno, centrocampista della Reggiana, in prestito dal Palermo, e della nazionale slovena.

## Biografia
Fidanzato con Tina Liza, da lei ha avuto due figlie: Julia (2021) e Paola (2024).

## Caratteristiche tecniche
È un regista di centrocampo, con caratteristiche da interditore; fa del temporeggiamento a centrocampo la sua caratteristica migliore; abile nel tiro dalla lunga distanza.

## Carriera

### Club

#### Koper e Venezia
Cresciuto nelle giovanili del Koper, il 2 aprile 2011 a soli 16 anni e 6 mesi, fa il suo esordio in prima squadra nella partita vinta 3-0 contro il Maribor, in 1. SNL ovvero la massima serie slovena; dove in sei stagioni totalizza globalmente 104 presenze segnando 9 reti. Il 15 luglio 2016 viene acquistato dal Venezia dove firma un contratto biennale. Segna la sua prima rete in Serie B con i lagunari il 24 ottobre 2017, nella partita persa 2-1 in trasferta contro il Cittadella dove realizza su calcio di punizione, la rete del provvisorio 1-1. Il 5 maggio 2018 segna la rete (decisiva) nella partita interna vinta per 2-1 contro il Foggia.

#### Parma
Il 30 giugno 2018 viene ufficializzato il suo passaggio a titolo definitivo al Parma, firmando un contratto quinquennale. Il costo dell'operazione: 1,3 milioni di euro, più 350.000 euro di bonus. Con gli emiliani debutta in serie A il 19 agosto successivo nella partita casalinga con l'Udinese, pareggiata 2-2. Disputa complessivamente 26 gare con i ducali.

#### Empoli
Il 26 luglio 2019 viene ingaggiato a titolo definitivo dall'Empoli. Il 20 ottobre successivo, segna la sua prima rete con la maglia azzurra, nel pareggio interno per 1-1 contro la Cremonese.
Dopo avere raggiunto la promozione in Serie A con i toscani al termine della stagione 2020-2021, il 22 settembre 2021 realizza la sua prima rete in massima serie con gli empolesi in occasione del successo per 0-2 in casa del Cagliari. Si ripete il 21 maggio 2022 decidendo la sfida vinta in casa dell'Atalanta (0-1).

#### Palermo
Il 18 agosto 2022 viene ceduto al Palermo in prestito con obbligo di riscatto. Non convocato per la gara della seconda giornata contro il Bari, debutta la settimana successiva in occasione della sconfitta interna per 2-3 contro l’Ascoli.
L'approccio con la realtà palermitana è complicato, con lui in campo la squadra vince solo una partita e ne perde quattro e, all'ottava giornata, paga il periodo di forma non ottimale perdendo il posto da titolare, assieme a Dario Šarić, in favore dei compagni di reparto Jérémie Broh e Claudio Gomes. Fermato anche da problemi fisici, torna in campo da titolare l'11 dicembre in occasione del pareggio per 1-1 contro la SPAL.
Il 2 settembre 2023 in occasione della vittoria interna contro la Feralpisalò segna il primo gol con la maglia del Palermo siglando il secondo dei tre gol. Il 23 ottobre 2023, in occasione del match casalingo contro lo Spezia, sigla la rete più tardiva della storia del calcio italiano (103:09).

#### Reggiana
Il 2 agosto 2024 si trasferisce in prestito biennale alla Reggiana.

### Nazionale
Compie tutta la trafila delle nazionali giovanili slovene dall'Under-17 fino all'Under-21 slovena.
Nel marzo 2018, riceve la sua prima convocazione con la nazionale maggiore per le due amichevoli in programma il 23 e 27 dello stesso mese, rispettivamente contro Austria e Bielorussia.
Il 9 settembre 2018 ha debuttato poi con la nazionale slovena nella partita di Nations League persa in trasferta per 2-1 contro Cipro.

## Statistiche

### Presenze e reti nei club
Statistiche aggiornate al 15 maggio 2025.
| Stagione        | Squadra         | Campionato      | Campionato | Campionato | Coppe nazionali | Coppe nazionali | Coppe nazionali | Coppe continentali | Coppe continentali | Coppe continentali | Altre coppe | Altre coppe | Altre coppe | Totale | Totale |
| Stagione        | Squadra         | Comp            | Pres       | Reti       | Comp            | Pres            | Reti            | Comp               | Pres               | Reti               | Comp        | Pres        | Reti        | Pres   | Reti   |
| --------------- | --------------- | --------------- | ---------- | ---------- | --------------- | --------------- | --------------- | ------------------ | ------------------ | ------------------ | ----------- | ----------- | ----------- | ------ | ------ |
| 2010-2011       | Koper           | 1. SNL          | 4          | 0          | CS              | 0               | 0               | -                  | -                  | -                  | -           | -           | -           | 4      | 0      |
| 2011-2012       | Koper           | 1. SNL          | 9          | 0          | CS              | 0               | 0               | UEL                | 0                  | 0                  | -           | -           | -           | 9      | 0      |
| 2012-2013       | Koper           | 1. SNL          | 10         | 2          | CS              | 0               | 0               | -                  | -                  | -                  | -           | -           | -           | 10     | 2      |
| 2013-2014       | Koper           | 1. SNL          | 14         | 0          | CS              | 1               | 0               | -                  | -                  | -                  | -           | -           | -           | 15     | 0      |
| 2014-2015       | Koper           | 1. SNL          | 28         | 0          | CS              | 5               | 1               | UEL                | 1                  | 0                  | -           | -           | -           | 34     | 1      |
| 2015-2016       | Koper           | 1. SNL          | 29         | 6          | CS              | 3               | 0               | -                  | -                  | -                  | -           | -           | -           | 32     | 6      |
| Totale Koper    | Totale Koper    | Totale Koper    | 94         | 8          |                 | 9               | 1               |                    | 1                  | 0                  |             | -           | -           | 104    | 9      |
| 2016-2017       | Venezia         | LP              | 14         | 0          | CI-LP           | 5               | 2               | -                  | -                  | -                  | -           | -           | -           | 19     | 2      |
| 2017-2018       | Venezia         | B               | 21+3       | 6+1        | CI              | 0               | 0               | -                  | -                  | -                  | -           | -           | -           | 24     | 7      |
| Totale Venezia  | Totale Venezia  | Totale Venezia  | 35+3       | 6+1        |                 | 5               | 2               |                    | -                  | -                  |             | -           | -           | 43     | 9      |
| 2018-2019       | Parma           | A               | 26         | 0          | CI              | 1               | 0               | -                  | -                  | -                  | -           | -           | -           | 27     | 0      |
| 2019-2020       | Empoli          | B               | 24         | 2          | CI              | 2               | 0               | -                  | -                  | -                  | -           | -           | -           | 26     | 2      |
| 2020-2021       | Empoli          | B               | 36         | 3          | CI              | 1               | 0               | -                  | -                  | -                  | -           | -           | -           | 37     | 3      |
| 2021-2022       | Empoli          | A               | 23         | 2          | CI              | 3               | 0               | -                  | -                  | -                  | -           | -           | -           | 26     | 2      |
| lug.-ago. 2022  | Empoli          | A               | 0          | 0          | CI              | 1               | 0               | -                  | -                  | -                  | -           | -           | -           | 1      | 0      |
| Totale Empoli   | Totale Empoli   | Totale Empoli   | 83         | 7          |                 | 7               | 0               |                    | -                  | -                  |             | -           | -           | 90     | 7      |
| ago. 2022-2023  | Palermo         | B               | 11         | 0          | CI              | 0               | 0               | -                  | -                  | -                  | -           | -           | -           | 11     | 0      |
| 2023-2024       | Palermo         | B               | 21         | 4          | CI              | 1               | 0               | -                  | -                  | -                  | -           | -           | -           | 22     | 4      |
| Totale Palermo  | Totale Palermo  | Totale Palermo  | 32         | 4          |                 | 1               | 0               |                    | -                  | -                  |             | -           | -           | 33     | 4      |
| 2024-2025       | Reggiana        | B               | 11         | 0          | CI              | 0               | 0               | -                  | -                  | -                  | -           | -           | -           | 11     | 0      |
| Totale carriera | Totale carriera | Totale carriera | 282        | 25         |                 | 23              | 3               |                    | 1                  | 0                  |             | -           | -           | 306    | 29     |

### Cronologia presenze e reti in nazionale
| Cronologia completa delle presenze e delle reti in nazionale ― Slovenia | Cronologia completa delle presenze e delle reti in nazionale ― Slovenia | Cronologia completa delle presenze e delle reti in nazionale ― Slovenia | Cronologia completa delle presenze e delle reti in nazionale ― Slovenia | Cronologia completa delle presenze e delle reti in nazionale ― Slovenia | Cronologia completa delle presenze e delle reti in nazionale ― Slovenia | Cronologia completa delle presenze e delle reti in nazionale ― Slovenia | Cronologia completa delle presenze e delle reti in nazionale ― Slovenia |
| Data                                                                    | Città                                                                   | In casa                                                                 | Risultato                                                               | Ospiti                                                                  | Competizione                                                            | Reti                                                                    | Note                                                                    |
| ----------------------------------------------------------------------- | ----------------------------------------------------------------------- | ----------------------------------------------------------------------- | ----------------------------------------------------------------------- | ----------------------------------------------------------------------- | ----------------------------------------------------------------------- | ----------------------------------------------------------------------- | ----------------------------------------------------------------------- |
| 9-9-2018                                                                | Nicosia                                                                 | Cipro                                                                   | 2 – 1                                                                   | Slovenia                                                                | UEFA Nations League 2018-2019 - 1º turno                                | -                                                                       | 77’                                                                     |
| 13-10-2018                                                              | Oslo                                                                    | Norvegia                                                                | 1 – 0                                                                   | Slovenia                                                                | UEFA Nations League 2018-2019 - 1º turno                                | -                                                                       | 46’                                                                     |
| 19-11-2018                                                              | Sofia                                                                   | Bulgaria                                                                | 1 – 1                                                                   | Slovenia                                                                | UEFA Nations League 2018-2019 - 1º turno                                | -                                                                       | 88’                                                                     |
| 1-6-2021                                                                | Skopje                                                                  | Macedonia del Nord                                                      | 1 – 1                                                                   | Slovenia                                                                | Amichevole                                                              | -                                                                       | 52’                                                                     |
| 4-6-2021                                                                | Capodistria                                                             | Slovenia                                                                | 6 – 0                                                                   | Gibilterra                                                              | Amichevole                                                              | -                                                                       | 62’                                                                     |
| 1-9-2021                                                                | Lubiana                                                                 | Slovenia                                                                | 1 – 1                                                                   | Slovacchia                                                              | Qual. Mondiali 2022                                                     | -                                                                       | 70’                                                                     |
| 11-11-2021                                                              | Trnava                                                                  | Slovacchia                                                              | 2 – 2                                                                   | Slovenia                                                                | Qual. Mondiali 2022                                                     | -                                                                       |                                                                         |
| 14-11-2021                                                              | Lubiana                                                                 | Slovenia                                                                | 2 – 1                                                                   | Cipro                                                                   | Qual. Mondiali 2022                                                     | -                                                                       | 84’                                                                     |
| Totale                                                                  |                                                                         | Presenze                                                                | 8                                                                       |                                                                         | Reti                                                                    | 0                                                                       |                                                                         |

## Palmarès

### Club

#### Competizioni nazionali
- Coppa di Slovenia: 1

Koper: 2014-2015
- Supercoppa di Slovenia: 1

Koper: 2015
- Lega Pro: 1

Venezia: 2016-2017
- Coppa Italia Lega Pro: 1

Venezia: 2016-2017
- Campionato italiano di Serie B: 1

Empoli: 2020-2021